# Franz Dischinger
Franz Dischinger (Heidelberg, 8 de outubro de 1887 – Berlim, 9 de janeiro de 1953) foi um engenheiro civil alemão. É reconhecido como introdutor da moderna ponte estaiada. Também foi pioneiro no uso do concreto protendido, patenteando a técnica da pretensão externa (sendo as barras pre-tracionadas não encapsuladas no concreto) em 1934.
Após completar o ensino médio em Karlsruhe, Dschinger estudou na Universidade de Karlsruhe, onde obteve um diploma em 1913. Em 1928 Dischinger obteve um doutorado na Universidade Técnica de Dresden.
Em 1922 projetou o planetário Zeiss em Jena, com Walther Bauersfeld, com uma estrutura de casca fina em concreto, com a forma hemisférica. Seu sistema foi depois patenteado, e Dischinger publicou um artigo sobre sua matemática relevante em 1928.